# Spathoglottis lane-poolei
Spathoglottis lane-poolei är en orkidéart som beskrevs av Richard Sanders Rogers. Spathoglottis lane-poolei ingår i släktet Spathoglottis och familjen orkidéer. Inga underarter finns listade i Catalogue of Life.